# Vlkov nad Lesy
Vlkov nad Lesy je vesnice, část obce Běrunice v okrese Nymburk. Nachází se asi 4,7 km na severovýchod od Běrunic.
Roku 1950 byla tehdejší obec Vlkov, ležící poblíž Městce Králové, z dosavadního názvu Vlkov přejmenována na Vlkov nad Lesy pro rozlišení od další obce Vlkov, ležící poblíž Poděbrad rovněž v tehdejším okrese Poděbrady, která byla přejmenována na Vlkov pod Oškobrhem.

## Historie
První písemná zmínka o vesnici pochází z roku 1369.
V letech 1869–1900 byla vesnice součástí obce Skochovice, v letech 1910–1950 samostatnou obcí a od roku 1961 se vesnice stala součástí obce Běrunice.

## Obyvatelstvo
| Rok            | 1869 | 1880 | 1890 | 1900 | 1910 | 1921 | 1930 | 1950 | 1961 | 1970 | 1980 | 1991 | 2001 | 2011 | 2021 |
| -------------- | ---- | ---- | ---- | ---- | ---- | ---- | ---- | ---- | ---- | ---- | ---- | ---- | ---- | ---- | ---- |
| Počet obyvatel | 269  | 310  | 321  | 302  | 325  | 272  | 291  | 184  | 188  | 168  | 126  | 81   | 80   | 78   | 61   |
| Počet domů     | 28   | 38   | 38   | 44   | 43   | 43   | 53   | 55   | 50   | 45   | 39   | 51   | 57   | 56   | 54   |

## Pamětihodnosti
Leží zde jako jediný v ČR polodřevěný lovecký zámeček z druhé poloviny 18. století. Stavebníkem byl hrabě František Ferdinand II. Kinský. Jednalo se o jednopatrovou, pozdně barokní budovu z části zděnou, z části roubenou, krytou šindelovou mansardou. Původní vzhled se příliš nezměnil, je pěkně udržován, jen šindelová krytina byla nahrazena azbestocementovou. Veřejnosti není přístupný.
Kostel Narození sv. Jana Křtitele pochází z druhé poloviny 14. století (udává se rok 1362). V druhé polovině 19. století přestavěn v novogotickém slohu. Zvony měl původně tři, dnes již jen dva. Velký z roku 1657, kdy byl znovu přelit po požáru, a malý, tak zvaný umíráček. Kostel sv. Jana křtitele ve Vlkově nad Lesy byl 17. února 2014 zapsán jako kulturní památka ČR včetně mobiliáře (zvony, oltář, varhany).